# Дубник, Деван
Де́ван Ду́бник (англ. Devan Dubnyk; род. 4 мая 1986, Реджайна) — бывший профессиональный канадский хоккеист, вратарь. На драфте НХЛ 2004 года был выбран в первом раунде под общим 14-м номером клубом «Эдмонтон Ойлерз». Победитель молодёжного чемпионата мира 2006 года в составе молодёжной сборной Канады. Участник четырёх чемпионатов мира, победитель Кубка Шпенглера 2012 года в составе сборной Канады. Обладатель «Билл Мастертон Трофи» 2015 года в составе «Миннесота Уайлд».

## Юниорская карьера

### Ранние годы
Родился 4 мая 1986 года в городе Реджайна провинции Саскачеван. Юниорскую карьеру начал в 2000 году в составе клуба «Калгари Брюинз» и отыграл за команду два сезона. В мае 2001 года на драфте Западной хоккейной лиги (WHL) Дубник был выбран клубом «Камлупс Блэйзерс» во втором раунде под общим 31-м номером.

### Западная хоккейная лига

#### Сезон 2001/02: дебют
Дебютным сезоном в западной хоккейной лиге для Девана Дубника стал сезон 2001/02. В январе 2002 года он подписал контракт с «Камлупс Блэйзерс». Свой первый матч провёл 12 января 2002 года против «Ванкувер Джайентс». Команда Дубника проиграла со счётом 4:7, а сам вратарь смог отбить 25 бросков из 32. Затем принял участие ещё в двух матчах и завершил сезон с коэффициентом надёжности 5.44 и показателем отбитых бросков в 83,8 процента.

#### Сезон 2002/03: роль второго номера
В очередном сезоне Дубник получил роль второго вратаря команды, первым номером же стал Дэвис Парли. Свой первый матч регулярного чемпионата сыграл 3 октября 2002 года против «Спокан Чифс», отразил 21 бросок из 23 и одержал первую победу. 24 ноября 2002 года в матче с «Ванкувер Джайентс» пропустил шайбу на 31-й секунде и был заменен, но уже 27 ноября вновь был заявлен основным вратарём на игру с «Трай-Сити Американс». Встреча завершилась для команды «сухой» победой, а Дубник оформил первый шатаут в карьере, отразив 29 бросков. Свой последний матч в сезоне сыграл 17 марта 2003 года против «Портленд Уинтерхокс». Встреча завершилась победой «Камлупс Блэйзерс» со счётом 3:0 — второй шатаут для Дубника. Всего в регулярном чемпионате вратарь сыграл 26 матчей, коэффициент надёжности достиг отметки в 3.1, а процент отбитых бросков стал выше, чем в прошлом сезоне — 90,7.

#### Сезон 2003/04: становление первого номера
В сезоне 2003/04 Дубник продолжил выступать в составе «Камлупс Блэйзерс». На этот раз он стал однозначным первым номером в команде, а в роли его сменщиков были другие вратари команды — Дастин Слэйд и Джефф Макинтош. Впервые в стартовом составе в новом сезоне Дубник вышел 20 сентября 2003 года на матч с «Эверетт Силвертипз». Игра завершилась уверенной победой «Камлупс Блэйзерс» со счётом 1:4, вратарь отразил 95,7% бросков. В матчах против «Портленд Уинтерхокс» 29 сентября и «Келоуна Рокетс» 5 октября сделал по шатауту, которые затем стали поводом для признания Девана игроком недели WHL и игроком недели CHL. В регулярном чемпионате вратарь сыграл ещё четыре «сухих» матча — 20 ноября против «Реджайна Пэтс», 24 ноября против «Келоуна Рокетс», 4 февраля против «Кутеней Айс» и 15 марта против «Принс-Джордж Кугарз». В первом раунде плей-офф «Камплупс Блэйзерс» встретились с «Ванкувер Джайентс». Дубник сыграл в четырёх из пяти игр. В первом матче, 19 марта 2004 года, отбил 18 бросков соперника, пропустил лишь одну шайбу и принёс победу своей команде. Однако затем «Блэйзерс» проиграли четыре матча подряд с минимальным счётом и вылетели из плей-офф. Всего в регулярном чемпионате Деван сыграл 44 матча, отразил 91,7% бросков, а коэффициент надёжности составил 2.51. В плей-офф же отразил 87,4% бросков с показателем коэффициента надёжности — 2.94. Закрытие сезона WHL 2003/04 прошло 28 апреля 2004 года в Калгари. Дубник стал победителем в номинации на приз «Дэрил Кей (Док) Симэн Трофи» и был объявлен лучшим игроком-учеником CHL.

##### Драфт НХЛ
По окончании сезона НХЛ 2003/04 Деван Дубник был представлен на драфте НХЛ 2004 года. Прошедший сезон для вратаря можно назвать успешным — за ним закрепилась роль первого номера в команде, а статистика позволила получить приз лучшего новичка. Центральное скаутское бюра НХЛ высоко оценило результаты молодого голкипера, и в заключительном рейтинге проспектов среди вратарей Северной Америки Дубник занял вторую строчку, уступив лишь Альваро Монтойе. Драфт прошёл 27 июня 2004 года в городе Роли в «Леново-центр». Деван Дубник был выбран клубом «Эдмонтон Ойлерз» в первом раунде под общим 14-м номером. Монтойя же был выбран под общим 6-м номером клубом «Нью-Йорк Рейнджерс».

#### Сезон 2004/05
Перед началом сезона 2004/05 «Камлупс Блэйзерс» объявили о переходе вратаря Дэвида Рики в «Реджайна Пэтс» в обмен на драфт-пик 2005 года. Так, в команде осталось два вратаря — Деван Дубник, сохранивший за собой статус первого номера, и Майкл Маниаго, получивший роль запасного голкипера. На старте сезона, 1 октября 2004 года, сыграл первый «сухой» матч в сезоне против «Принс-Джордж Кугарз». Следующий шатаут Дубник сделал спустя месяц — 6 ноября против «Спокан Чифс» он отразил все 34 броска. В декабре 2004 года принял участие в отборочном лагере молодёжной сборной Канады, однако в окончательный состав команды не попал. Первый матч после возвращения сыграл 18 декабря против «Принс-Джордж Кугарз», отразил 34 броска из 38, но победить в матче не удалось. 9 января 2005 года Дубник провёл очередной сухой матч, отбив 35 бросков от команды «Эверетт Силвертипз», за что был признан лучшим вратарём недели в CHL. На следующий день вратарь получил приглашение в отборочный лагерь молодёжной сборной Канады для участия на молодёжном чемпионате мира 2006 года. К концу сезона Дубник отметился ещё тремя шатаутами. 24 января засушил «Принс-Джордж Кугарз», 10 февраля — «Свифт-Каррент Бронкос», 17 февраля — «Трай-Сити Американс». Всего в регулярном чемпионате вратарь сыграл 65 матчей, шесть из которых завершились без пропущенных шайб, процент отбитых бросков составил 91,2%, а коэффициент надёжности — 2.69. На первой стадии плей-офф «Камлупс Блэйзерс» встретились с «Кутеней Айс». Дубник сыграл во всех шести матчах серии, но пройти дальше команде не удалось.   

#### Сезон 2005/06: последний сезон в WHL
Перед началом очередного сезона Дубник принял участие в тренировочном лагере «Эдмонтон Ойлерз». К началу сезона игрок вернулся в «Камлупс Блэйзерс», и вратарская бригада осталась без изменений. Первый матч в сезоне сыграл 25 сентября 2005 года против «Портленд Уинтерхокс». Деван Дубник отразил лишь 15 из 20 бросков и не смог помочь команде одержать победу. Однако уже в следующем матче, 29 сентября, вратарь одержал первую победу в сезоне. Игроки «Сиэтл Тандербёрдз» нанесли по его воротам 21 бросок, 19 из которых были отражены. Первый и единственный шатаут в сезоне сделал 19 ноября 2005 года в матче с «Эверетт Силвертипз». В конце ноября Дубник был приглашён в состав сборной западной хоккейной лиги для выступления в молодёжной суперсерии. Вторым вратарём был вызван Кэрри Прайс из «Трай-Сити Американс». Они сыграли по 30 минут в матче против молодёжной сборной России 30 ноября. Дубник отразил 10 из 12 бросков, а Кэри Прайс — все 7. Сборная западной хоккейной лиги одержала победу со счётом 9:2. 3 декабря Деван вернулся в состав «Камлупс Блэйзерс» и сыграл в матче с «Принс-Джордж Кугарз», но уже 11 декабря вновь уехал в тренировочный лагерь молодёжной сборной Канады. 16 декабря главный тренер Брент Саттер объявил список игроков, которые выступят на молодёжном чемпионате мира 2006 года. В их числе оказался и Деван Дубник. Последний матч регулярного чемпионата сыграл 20 марта 2006 года против «Принс-Джордж Кугарз», отразил 26 из 27 бросков и принёс своей команде победу. В плей-офф «Камлупс Блэйзерс» не вышли. Всего за сезон вратарь провёл 54 игры, из которых 27 завершились с победным счётом. Процент отражённых бросков остался прежним — 91,2, а коэффициент надёжности улучшился и составил 2.54. Сезон 2005/06 стал для Дубника последним в западной хоккейной лиге. В истории клуба вратарь отметился рекордом по матчам без пропущенных голов.

## Профессиональная карьера

### «Эдмонтон Ойлерз»

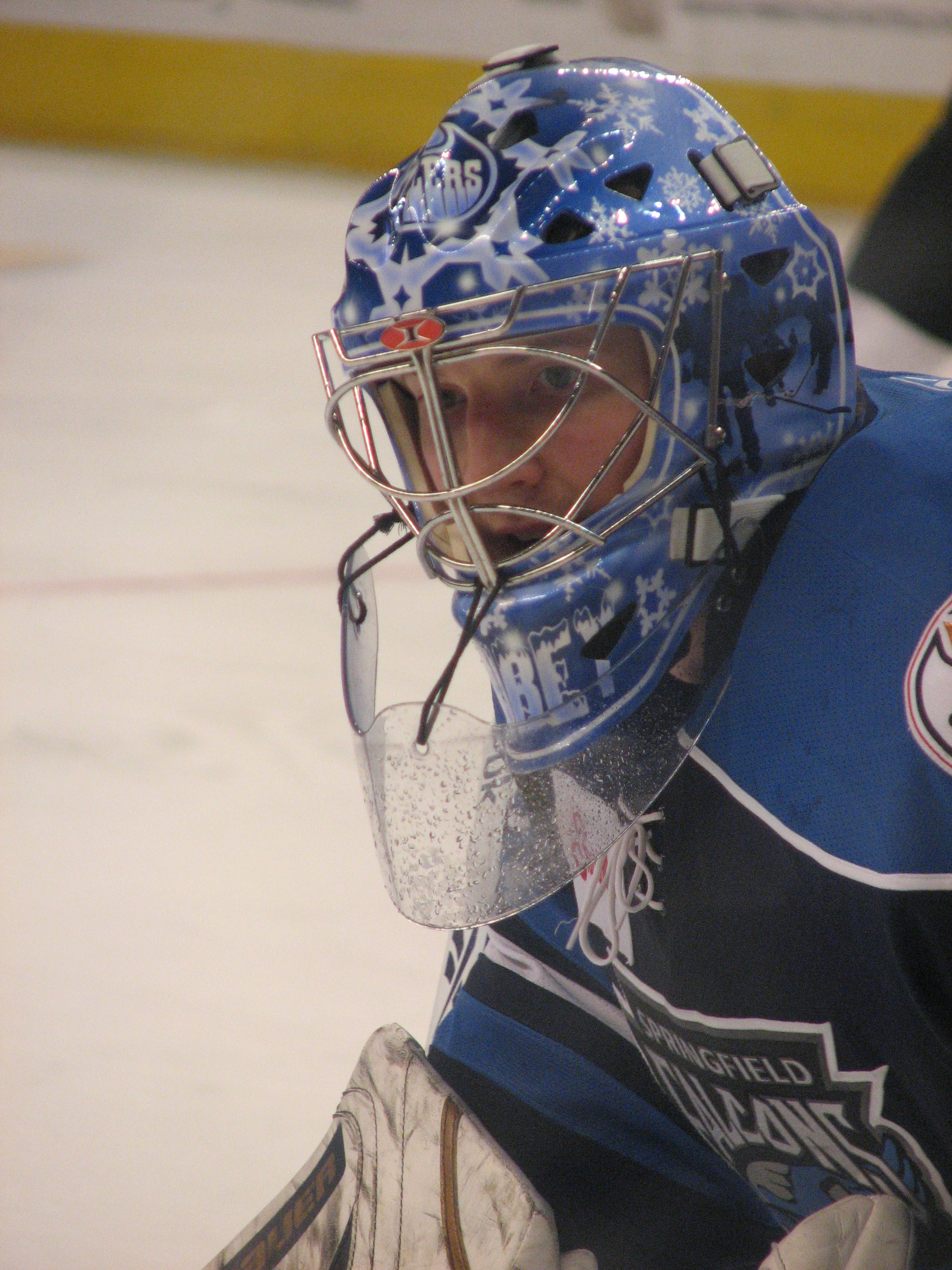
Деван Дубник в составе «Спрингфилд Фэлконс» в 2008 году

По окончании сезона 2005/06 Дубник снова получил приглашение на участие в тренировочном лагере «Эдмонтон Ойлерз», который прошёл в сентябре 2006 года. Однако уже в июле вратарь подписал с клубом свой первый профессиональный контракт начального уровня сроком на три года. Сезон 2006/07 для игрока начался в фарм-клубе «Стоктон Тандер» в хоккейной лиге Восточного побережья (ECHL). В 2007 году он был выбран для участия в матче всех звёзд. 31 января 2007 года Деван был вызван в фарм-клуб «Эдмонтона» в АХЛ «Уилкс-Барре/Скрэнтон Пингвинз», за который дебютировал 2 февраля, заменив после второго периода Эндрю Пеннера, а 3 февраля он провёл свой первый матч в АХЛ в стартовом составе и одержал первую победу. Следующие два года Дубник провёл уже в другом фарм-клубе «Эдмонтона» — «Спрингфилд Фэлконс».
Сезон 2009/10 Дубник также начал в «Спрингфилде», но по ходу сезона был вызван в «Ойлерз». Основной вратарь «Эдмонтона» Николай Хабибулин из-за травмы спины был вынужден пропустить оставшуюся часть сезона, и Дубник стал дублером второго вратаря команды Джеффа Делорье. Первую игру в НХЛ Деван провел 28 ноября против «Ванкувер Кэнакс». Он заменил в первом периоде пропустившего четыре шайбы Делорье. За оставшееся время Дубник не смог отразить три шайбы и «Ванкувер» выиграл 7:3. Первую победу Деван одержал лишь в одиннадцатом матче — был обыгран «Детройт» в серии буллиттов 3:2. Всего в дебютном сезоне в НХЛ Деван Дубник принял участие в 19 встречах, в 16 из которых выходил с первых минут и одержал четыре победы.
13 июля 2010 года Деван Дубник подписал новый контракт с «Эдмонтоном», рассчитанный на два года. К сезону 2010/11 Хабибулин восстановился от травмы. Дубник стал вторым вратарем команды, а Делорье выставили на драфт отказов и он был отправлен в клуб АХЛ «Оклахома-Сити Баронс». 7 февраля Дубник сделал первый шатаут в НХЛ в игре против «Нэшвилл Предаторз». Он отразил все 37 бросков по своим воротам, а «Эдмонтон» выиграл со счетом 4:0. Всего в том сезоне 2010/11 он одержал 12 побед и оформил два «сухих» матча.

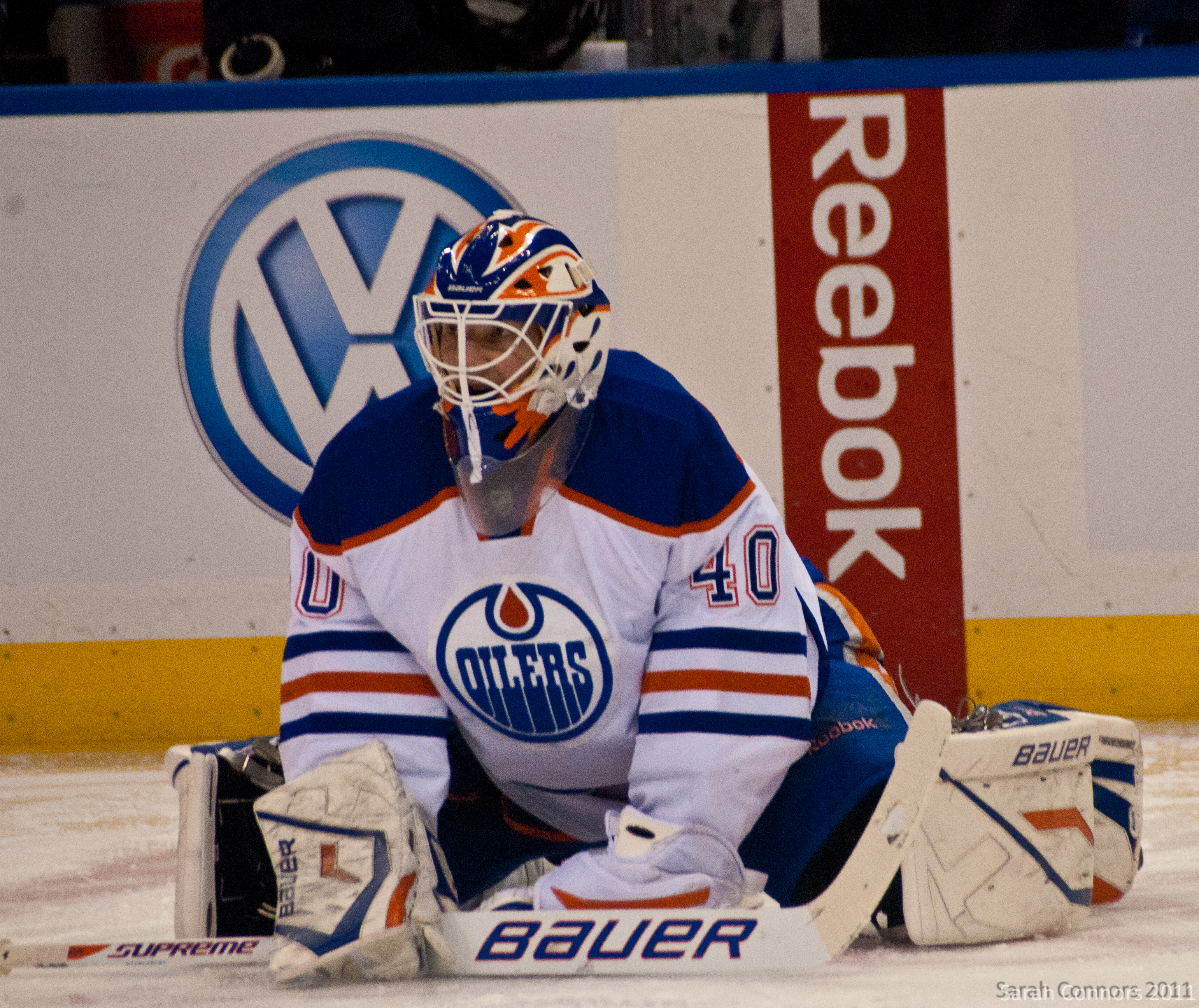
Деван Дубник в составе «Эдмонтон Ойлерз» в 2012 году

Сезон 2011/12 Дубник также начинал вторым вратарем команды, но ближе к середине регулярного чемпионата стал чаще играть с первых минут и практически вытеснил Хабибулина с позиции первого номера «Эдмонтона». Всего он принял участие в 47 матчах, 44 из которых начал с первых минут, одержал 20 побед и сделал ещё два шатаута, но «Ойлерз» в очередной раз не смог пробиться в плей-офф, заняв 14 место на Западе. По окончании сезона Дубник подписал новый контракт с «Эдмонтоном» на два года и общую сумму 7 миллионов долларов.
В 2012 году старт нового сезона из-за локаута откладывался, и Дубник хотел на время перерыва подписать контракт с европейским клубом, но сделка не состоялась. Стартовавший в январе регулярный чемпионат в НХЛ Дубник начал в качестве основного вратаря команды. Он отыграл бо́льшую часть матчей, одержав в них 14 побед и сделав ещё два шатаута.

### «Нэшвилл Предаторз», «Монреаль Канадиенс», «Аризона Койотис»
Следующий сезон в составе «Эдмонтона» сложился для Дубника неудачно. У него был худший за предшествующие четыре года процент отраженных бросков. Руководство «нефтяников» подписало Илью Брызгалова, который вытеснил Дубника с позиции основного вратаря команды. Самого Девана вскоре обменяли в «Нэшвилл Предаторз» на нападающего Мэтта Хендрикса.
Основной вратарь «Нэшвилла» Пекка Ринне из-за травмы выбыл на продолжительное время, и у Дубника была возможность побороться с Картером Хаттоном за место первого вратаря команды, но ему это не удалось. Более того, пропустив в двух своих играх за «хищников» девять шайб, Дубник на лед больше не выходил, а 3 марта 2014 года его выставили на драфт отказов. Через два дня клуб «Монреаль Канадиенс» выменял Девана у «Нэшвилла» за будущую компенсацию и сразу же отправил его в фарм-клуб из АХЛ «Гамильтон Булдогс», где вратарь провёл остаток сезона.
1 июля 2014 Дубник подписал однолетний контракт с клубом «Аризона Койотис». В «Аризоне» он стал вторым вратарём после Майка Смита. Тренер вратарей «Аризоны» Шон Бурк, известный по успешной работе с Ильёй Брызгаловым и Майком Смитом, помог Дубнику вернуть уверенность в себе и выйти на прежний уровень. Сам Деван сказал, что Бурк не привнёс каких-то радикальных изменений в стиль его игры, который ему ставил Фредерик Шабо в «Эдмонтоне», когда Деван только начинал играть в НХЛ.

### «Миннесота Уайлд»
14 января 2015 года «Аризона» обменяла Дубника в «Миннесоту Уайлд» на право выбора в третьем раунде драфта 2015 года. В «Миннесоте» Дубник взял себе номер 40. Начиная с 15 января Деван провел за «Уайлд» 38 матчей подряд, что является рекордом клуба. Своей игрой он помог «Миннесоте», до его прихода отстававшей от зоны плей-офф на восемь очков, выйти в розыгрыш Кубка Стэнли в третий раз подряд. Для самого Дубника период в «Миннесоте» стал лучшим в карьере по проценту отражённых бросков (93,6 %), коэффициенту надёжности (1,78) и матчам без пропущенных голов (5 матчей). По итогам сезона Деван был номинирован на «Везина Трофи» и «Билл Мастертон Трофи». По результатам решающего голосования приз лучшему вратарю достался Кэри Прайсу, а награду игроку, проявившему высокое спортивное мастерство и преданность хоккею получил Дубник. Деван также считался одним из претендентов на «Харт Трофи» — приз самому ценному игроку регулярного чемпионата, но в итоговую тройку номинантов не попал.
27 июня 2015 года «Миннесота» заключила с Дубником шестилетний контракт на общую сумму 26 млн долларов.

### Завершение карьеры
5 октября 2020 года был обменян в «Сан-Хосе Шаркс» за пятый раунд Драфта НХЛ 2022 года.
29 октября 2022 года объявил о завершении карьеры.

## В сборной

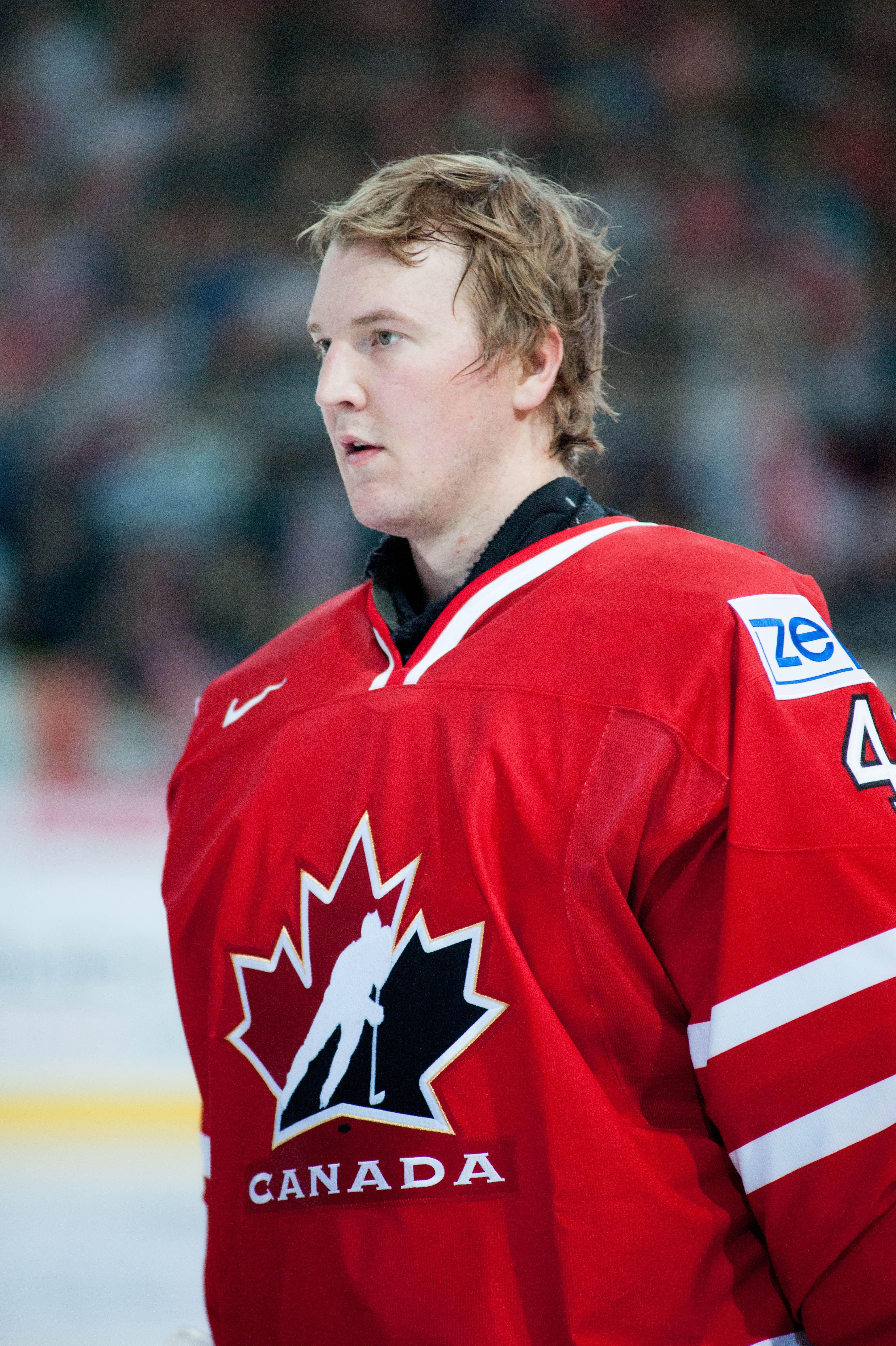
Деван Дубник в составе сборной Канады в 2012 году

Деван провел шесть матчей за юниорскую сборную Канады на юниорском чемпионате мира 2004 года в Минске. В первом своём матче канадцы с крупным счётом 5:0 обыграли сборную Швеции, а Дубник оформил первый и, как оказалось, единственный шатаут на турнире. В следующем матче против хозяев турнира сборной Беларуси в воротах играл Джастин Погги, но все оставшиеся матчи провёл Дубник. В полуфинале Канада проиграла сборной России (2:5), а в матче за третье место сборной Чехии (2:3) и заняла четвёртое место.
В декабре 2004 года не прошёл отборочный лагерь и был освобождён из молодёжной сборной Канады.
На молодёжном чемпионате мира 2006 года Дубник был в заявке сборной Канады, но не сыграл ни одного матча. Основным вратарём на этом турнире был партнёр Девана по юниорской сборной Джастин Погги, который и отыграл весь турнир без замен, а сборная Канады завоевала золотые медали.
Из-за постоянного непопадания «Эдмонтона» в плей-офф НХЛ Дубник регулярно вызывался в основную сборную Канады на четыре чемпионата мира. Он был в заявке на первенствах планеты в Германии в 2010 году, в Словакии в 2011, и на двух мировых первенствах: в 2012 и 2013, — прошедших в Швеции и Финляндии.
Также в составе сборной Дубник принимал участие в розыгрыше Кубка Шпенглера в 2006 и 2012 годах. В 2006 году канадцы заняли второе место, проиграв в финале швейцарскому «Давосу», а в 2012 году выиграли турнир, в финале обыграв тот же «Давос».

## Достижения

### Командные

#### В сборной
| Год  | Команда                   | Достижение                 |
| ---- | ------------------------- | -------------------------- |
| 2006 | Молодёжная сборная Канады | Чемпион мира               |
| 2012 | Сборная Канады            | Обладатель Кубка Шпенглера |

### Личные

#### Юниорская карьера
| Год  | Команда          | Достижение                               |
| ---- | ---------------- | ---------------------------------------- |
| 2004 | Камлупс Блэйзерс | Участник Матча всех звёзд CHL            |
| 2004 | Камлупс Блэйзерс | Лучший игрок-ученик CHL                  |
| 2004 | Камлупс Блэйзерс | Обладатель «Дэрил Кей (Док) Симэн Трофи» |

#### ECHL
| Год  | Команда        | Достижение                |
| ---- | -------------- | ------------------------- |
| 2007 | Стоктон Тандер | Участник Матча всех звёзд |

#### НХЛ
| Год  | Команда         | Достижение                      |
| ---- | --------------- | ------------------------------- |
| 2015 | Миннесота Уайлд | Обладатель Билл Мастертон Трофи |
| 2016 | Миннесота Уайлд | Участник Матча всех звёзд НХЛ   |
| 2017 | Миннесота Уайлд | Участник Матча всех звёзд НХЛ   |
| 2019 | Миннесота Уайлд | Участник Матча всех звёзд НХЛ   |

По данным Eliteprospects.com

## Статистика

### В сборной
По данным Eliteprospects.com